# Don LaFontaine
Donald LaFontaine (Duluth, 26 agosto 1940 – Los Angeles, 1º settembre 2008) è stato un doppiatore statunitense.
Durante il corso della sua carriera, LaFontaine ha registrato più di 5000 trailer cinematografici e centinaia di migliaia spot televisivi, pubblicità per varie reti televisive, e trailer di videogiochi. Il doppiatore era conosciuto con diversi soprannomi, tra questi: "Thunder Throat" (lett. "Gola di tuono"), "The Voice of God" (lett. "La voce di Dio") e "The King of Movie Trailers" (lett. "Il re dei trailer cinematografici"). È divenuto famoso e facilmente riconoscibile con la catchphrase "In a world..." (lett. "In un mondo..."), usata molto di frequente nei trailer cinematografici americani, tanto da diventare una parodia. LaFontaine è diventato noto ad un più ampio pubblico per aver dato voce alle pubblicità per l'assicurazione GEICO e per il gioco della lotteria Mega Millions.

## Filmografia

### Attore
- Viaggiatore nel tempo, regia di Tom Kennedy (1982)